# Hans von Borsody

Hans von Borsody (vor 2008)

Hans Eduard Herbert von Borsody [ˈboʁʃodi] (* 20. September 1929 in Wien; † 4. November 2013 in Kiel, Deutschland) war ein österreichisch-deutscher Schauspieler.

## Leben
Hans von Borsody entstammte einer Künstlerfamilie. Sein Vater Eduard von Borsody war Filmregisseur, seine Mutter Maria (geb. Hochreiter) Geigerin und sein Onkel Julius von Borsody Österreichs erster Filmarchitekt. Durch den Beruf des Vaters kam er bereits mit drei Jahren nach Berlin, wo er und seine Familie die deutsche Staatsangehörigkeit annahmen. Im Zweiten Weltkrieg kehrten sie wegen der verstärkten Bombenangriffe auf Berlin nach Wien zurück.
Nach Abitur und einem Studium der Fotografie arbeitete Borsody zunächst ein Jahr bei der Graphischen Lehr- und Versuchsanstalt in Wien, bevor er 1950 bis 1952 ein Schauspielstudium am Max Reinhardt Seminar absolvierte. Sein erstes Engagement bekam er 1952/53 am Stadttheater Klagenfurt, worauf 1953/54 das Landestheater Tübingen, 1954/55 das Burgtheater und von 1955 bis 1957 die Hamburger Kammerspiele folgten. 
Ab 1954 wurde er zu einem gefragten und beim Publikum beliebten Darsteller in den Heimatfilmen der 1950er Jahre, spielte aber auch immer wieder am Theater. Sein Rollenfavorit war der Cyrano von Bergerac, den Borsody in Wien und Andernach spielte.
Ab 1960 sah man ihn vermehrt in internationalen Produktionen. Eine seiner bekanntesten Rollen wurde die des Detektivs Cliff Dexter in der gleichnamigen Krimiserie des ZDF von 1966 bis 1968. In den 1970er Jahren war Hans von Borsody nur noch selten in Kinofilmen zu sehen; herausragend ist seine Besetzung in Richard Attenboroughs historischem Kriegsfilm Die Brücke von Arnheim (1977). Ab 1980 übernahm er häufiger Gastrollen in einschlägigen Fernsehserien wie Die glückliche Familie, Forsthaus Falkenau, Klinik unter Palmen und Der Bulle von Tölz.
Als Synchronsprecher lieh er seine Stimme Daniel Gélin (Karthago in Flammen) und Douglas Sheehan in der Seifenoper Unter der Sonne Kaliforniens.

## Privates
Von 1955 bis 1962 war Hans von Borsody mit Rosemarie Fendel verheiratet. Ihre gemeinsame Tochter ist die Schauspielerin Suzanne von Borsody. Aus der Ehe mit Alwy Becker entstammt die Schauspielerin Cosima von Borsody. In dritter Ehe war er zehn Jahre mit der Schauspielerin Heide Keller verheiratet. Im September 1997 heiratete er Karin, seine letzte Ehefrau, eine Friseurin, und zog für sie nach Kiel. Zuvor hatte er dreißig Jahre lang durchgehend in Bayern gelebt.
Am 4. November 2013 starb Hans von Borsody im Alter von 84 Jahren in Kiel.

## Filmografie
- 1955: Don Juan
- 1955: Zwei Herzen und ein Thron
- 1955: Der Major und die Stiere
- 1956: Der Meineidbauer
- 1956: Der Schandfleck
- 1956: Liane, das Mädchen aus dem Urwald
- 1956: K. u. K. Feldmarschall
- 1957: Jägerblut
- 1958: Polikuschka
- 1958: Wehe, wenn sie losgelassen
- 1958: Rivalen der Manege
- 1958: Die grünen Teufel von Monte Cassino
- 1958: Besuch aus heiterem Himmel
- 1958: Nick Knattertons Abenteuer
- 1959: Der Schäfer vom Trutzberg
- 1959: Mein Schatz, komm mit ans blaue Meer
- 1960: Schlager-Raketen
- 1960: Das Rätsel der grünen Spinne
- 1960: Der wahre Jakob
- 1960: 3 Kerle geh’n durch dick und dünn (Juanito)
- 1961: Unter der Flagge der Freibeuter (Il conquistatore di Maracaibo)
- 1961: … und du mein Schatz bleibst hier
- 1961: Im schwarzen Rößl
- 1961: The Edgar Wallace Mystery Theatre (Fernsehserie, eine Folge)
- 1961: Barbara
- 1962: Eine Nacht in Venedig (Fernsehfilm)
- 1962: Wilde Wasser
- 1962: Candidate for Murder
- 1963: Marschier oder krepier (Marcia o crepa)
- 1963: Sturm am Wilden Kaiser (Bergwind)
- 1963: Der Unsichtbare
- 1964: Die goldene Göttin vom Rio Beni
- 1964: 90 Nächte und ein Tag
- 1964: Das war Buffalo Bill (Buffalo Bill, l’eroe del far west)
- 1966: Hermann der Cherusker (Il massacro della foresta nera)
- 1966: Einer spielt falsch (Trunk to Cairo)
- 1966: Robin Hood, der edle Räuber (Fernsehfilm)
- 1966–1968: Cliff Dexter (Fernsehserie)
- 1966: Die Nibelungen, 1. Teil: Siegfried von Xanten
- 1967: Die Nibelungen, 2. Teil: Kriemhilds Rache
- 1967: Agent 3S3 setzt alles auf eine Karte (Omicidio per appuntamento)
- 1968: Andrea – wie ein Blatt auf nackter Haut
- 1968: Bombenwalzer (Fernsehfilm)
- 1969: Agáchate, que disparan
- 1969: Pudelnackt in Oberbayern
- 1969: Der Vetter Basilio (Fernsehfilm)
- 1970: Luftsprünge (Fernsehserie)
- 1970: Formel 1 – In der Hölle des Grand Prix (Formula 1 – Nell'Inferno del Grand Prix)
- 1973: Mordkommission (Fernsehserie)
- 1973: Immobilien (Fernsehfilm)
- 1974: Tatort: Acht Jahre später (Fernsehreihe)
- 1976: Die Affäre Lerouge (Fernsehserie)
- 1977: Die Brücke von Arnheim (A Bridge Too Far)
- 1977: Schulmädchen-Report. 11. Teil: Probieren geht über Studieren
- 1978: Götz von Berlichingen mit der eisernen Hand
- 1978: Ausgerissen! Was nun? (Fernsehreihe)
- 1979: Blutspur (Bloodline)
- 1979: Merlin (Fernsehserie)
- 1983: Kontakt bitte … (Fernsehserie)
- 1984: Weltuntergang
- 1984: Heiße Wickel – kalte Güsse (Fernsehserie)
- 1984: Tiere und Menschen (Fernsehserie)
- 1987: Die glückliche Familie (Fernsehserie)
- 1990: Constance et Vicky (Fernsehserie)
- 1991: Forsthaus Falkenau (Fernsehserie)
- 1992: Siebenbirken (Fernsehserie)
- 1993: Ein unvergeßliches Wochenende … in Venedig (Fernsehfilm)
- 1994: Im Namen des Gesetzes (Fernsehserie, eine Folge)
- 1995: Der Mond scheint auch für Untermieter (Fernsehserie)
- 1996: Klinik unter Palmen (Fernsehserie)
- 1996: Stockinger (Fernsehserie, eine Folge)
- 1997: Der Bulle von Tölz: Eine Hand wäscht die andere
- 1998: Pensando all’Africa (Fernsehserie)
- 1999: Unter der Sonne Afrikas (Sotto il cielo dell’Africa, Fernsehserie)
- 2000: Unser Charly (Fernsehserie)
- 2000: Zwischen Liebe und Leidenschaft (Fernsehfilm)
- 2000: Dir zu Liebe (Fernsehfilm)
- 2004: Mörderischer Plan (Fernsehfilm)
- 2008: Der Besuch der alten Dame (Fernsehfilm)
- 2012: Der Meineidbauer (Fernsehfilm)

## Einzelbelege
1. 1 2 3   Schauspieler Hans von Borsody ist tot (Memento vom 5. November 2013 im Internet Archive); dpa-Artikel auf der Internetseite der Kieler Nachrichten vom 5. November 2013.

| Personendaten    | Personendaten                                         |
| ---------------- | ----------------------------------------------------- |
| NAME             | Borsody, Hans von                                     |
| ALTERNATIVNAMEN  | Borsody, Hans Eduard Herbert von (vollständiger Name) |
| KURZBESCHREIBUNG | österreichisch-deutscher Schauspieler                 |
| GEBURTSDATUM     | 20. September 1929                                    |
| GEBURTSORT       | Wien, Österreich                                      |
| STERBEDATUM      | 4. November 2013                                      |
| STERBEORT        | Kiel, Deutschland                                     |